# Кареллеспром
АО "Лесопромы́шленная хо́лдинговая компа́ния «Кареллеспром» — российское лесопромышленное предприятие, находится в Петрозаводске.

## Сфера деятельности
Основными секторами хозяйственной деятельности предприятия являются рынок лесоматериалов и оказание услуг предприятиям лесопромышленного комплекса Республики Карелия.
Контрольный пакет акций предприятия принадлежал Правительству Республики Карелия, акционерами также являются юридические и физические лица. В сентябре 2019 года компания Карелия Палп выкупила 43,88% пакета акций, принадлежащего республике.
Предприятие является учредителем более 20 хозяйствующих субъектов, осуществляет полномочия доверительного управления пакетами акций лесозаготовительных предприятий, принадлежащих государству.
В 2004 году предприятие получило в аренду сроком на 25 лет участки лесного фонда в Пудожском районе Карелии с установленным объёмом расчётной лесосеки около 1,0 млн кубометров древесины в год.

## История
Карельское производственное объединение лесной промышленности «Кареллеспром» было создано 6 декабря 1965 года. В состав производственного объединения вошли комбинаты, тресты и заводы лесной промышленности Карельской АССР — «Севкареллес», «Южкареллес», «Запкареллес», «Сегежлес», «Пудожлес», «Карелхимлесзаг», «Кареллесжелдорстрой», Петрозаводский ремонтно-механический завод и лесотехнические школы (Кировская, Петрозаводская, Суоярвская и Шуйско-Виданская).
В 1965 году объём лесозаготовки составил 19,3 млн кубометров древесины.
В 1980-е годы объём составлял 12,0 млн кубометров древесины в год, в 1998 году — 6,2 млн кубометров
В 1992 году предприятие акционировано, в дальнейшем ему были переданы принадлежащие Правительству Республики Карелия пакеты акций приватизированных леспромхозов.

### Хронология наименования
- 1965 — ПО «Кареллеспром»
- 1971 — Карельское государственное хозрасчётное объединение «Кареллеспром»
- 1975 — Всесоюзное лесопромышленное объединение «Кареллеспром»
- 1988 — Территориальное производственное объединение «Кареллеспром»
- 1991 — Объединение лесопромышленных предприятий «Кареллеспром»
- с 1994 года — ОАО "Лесопромышленная холдинговая компания «Кареллеспром»

## Руководители
| 1. 1965—1966 — В. К. Королёв 2. 1966—1972 — Ю. А. Ягодников 3. 1972—1984 — Ю. Н. Иванов 4. 1985—1988 — И. Н. Санкин 5. 1988—1998 — В. С. Поснов 6. 1998—2001 — В. А. Пладов 7. 2001—2004 — В. Н. Масляков | 1. 2004—2010 — Н. С. Бобко 2. 2010—2012 — А. А. Бенин 3. 2012—2013 — Н. Н. Губич 4. 2013—2017 — Н. П. Раскатов 5. 2017—2020 — П. В. Дегтярев 6. с 2020 — И. Б. Сапунков |